# Calvagese della Riviera

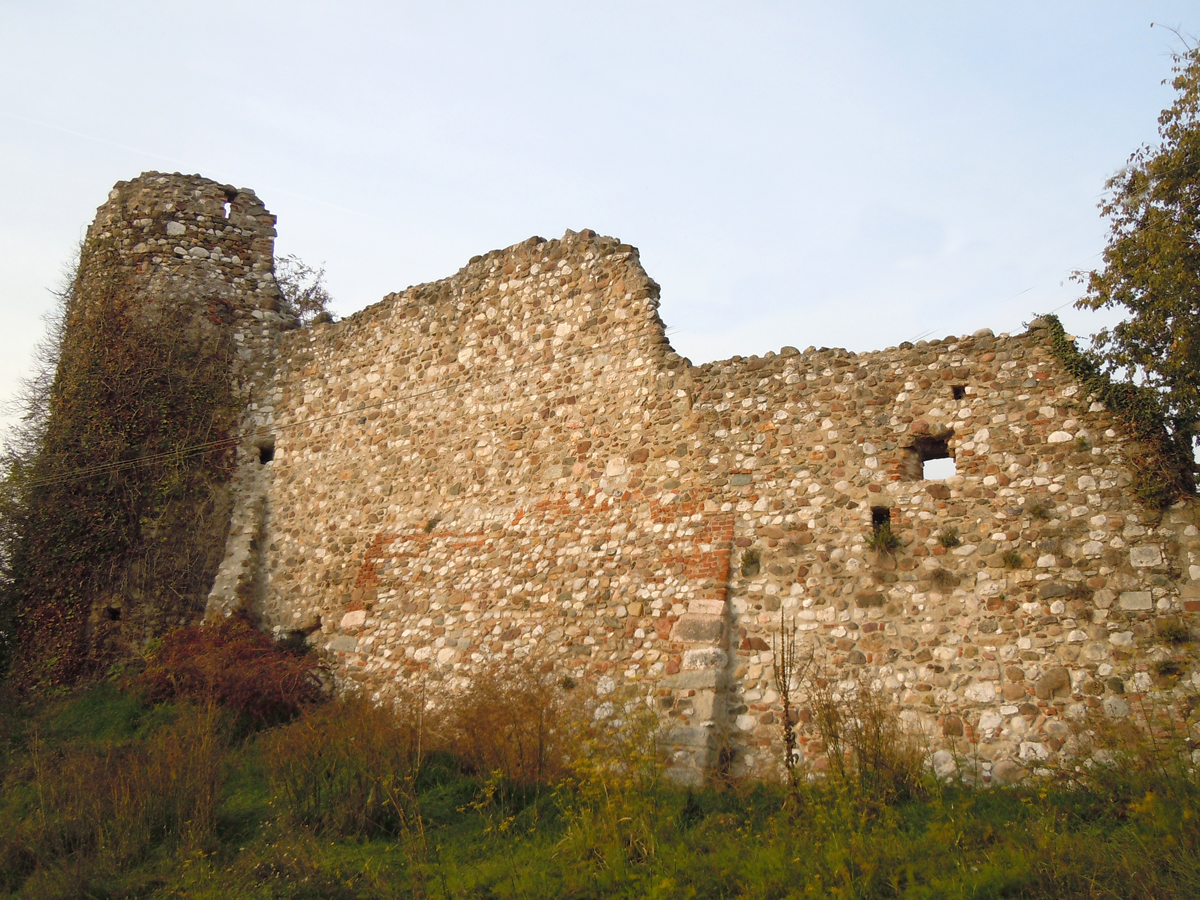
Die Mauer der alten Burg im Ortsteil Carzago

Calvagese della Riviera ist eine norditalienische Gemeinde (comune) mit 3689 Einwohnern (Stand 31. Dezember 2023) in der Provinz Brescia in der Lombardei. Die Gemeinde liegt etwa 20 Kilometer östlich von Brescia. Die westliche Gemeindegrenze bildet der Chiese.

## Geschichte
1928 wurde der Ortsteil Carzago, der bis dahin eigenständige Gemeinde war, eingemeindet.